# Lommel
Pour les articles homonymes, voir Lommel (homonymie).
Lommel [ˈlɔməl] est une ville néerlandophone de Belgique située en région flamande dans la province de Limbourg (Limbourg belge).
En 2025, la ville compte 35 208 habitants. 

## Hameaux
- Kerkhoven
- Kattenbos
- Kolonie

## Héraldique
|  | La commune possède des armoiries qui lui ont été octroyées le 20 octobre 1819 et à nouveau les 30 juin 1839 et 13 octobre 1993. Elles sont basées sur les sceaux locaux utilisés du XIVe au XVIIe siècle. La signification de celui-ci n'est pas connue, pas plus que les images colorées des armoiries. Les couleurs sont donc les couleurs nationales néerlandaises, comme en 1813 le bourgmestre a introduit la demande sans en indiquer les couleurs. Les armoiries ont donc été attribuées aux couleurs nationales néerlandaises. Lorsque les armoiries ont été confirmées après l'indépendance de la Belgique, les couleurs n'ont pas été changées. Blasonnement : D'azur à un chêne sur un sol meuble, de chaque côté accompagné d'un mouton au pâturage, le tout d'or. (Traduction libre) Source du blasonnement : Heraldy of the World. |

## Géographie, géologie
On trouvait autrefois dans la commune des dunes de sable d'origine éolienne.
L'irrigation traditionnelle appelée abissage (en néerlandais : witteren) pratiquée aussi à Lommel, est inscrite par l'UNESCO en 2023 au patrimoine culturel immatériel de l'humanité. En 2023, l'UNESCO a réalisé un documentaire multilingue « Irrigation traditionnelle : connaissance, technique et organisation » sur les pays qui la pratiquent : Allemagne, Autriche, Belgique, Italie, Luxembourg, Pays-Bas et Suisse (Vidéo).
Lommel dispose d'une réserve naturelle de dunes de 193 hectares, le Sahara de Lommel, un désert créé par la pollution de l'usine de zinc de la Société métallurgique de Lommel, devenu un lieu touristique prisé,.
Lommel fait partie du Paysage régional Basse Campine, un des 16 paysages régionaux reconnus en Flandre, comparables aux parcs naturels de Wallonie.
La ville de Lommel possède aussi d'autres espaces verts, forêts, zones naturelles et landes (ex : Pijnven, De Watering, outre le Sahara de Lommel).

## Histoire
Des preuves archéologiques (artefacts dont poteries et objets métalliques, reste d'une nécropole et d'un possible sanctuaire circulaire découverts dans le domaine du Juvénat (période d'études religieuses) des pères de la Congrégation du Saint-Sacrement, à 300 mètres au Sud-Est de la gare de Lommel en bordure de la voie ferrée Anvers-Mönchengladbach) montrent que ce territoire était occupé par l'homme durant l'Antiquité classique. Les débuts de cette nécropole pourrait remonter aux années 650 ou 600 av. J.-C.. Elle pourrait, au moins en partie, avoir ensuite été recouverte par des champs à l'âge du fer . Ce patrimoine a été endommagé lors de la construction d'une plaine de jeux dans les années 1930.
Lommel est aussi connue pour son cimetière militaire (en) où reposent les dépouilles de 39 100 soldats allemands. Il s'agit du plus grand cimetière militaire allemand d’Europe de l'Ouest.
Accident du tunnel de Sierre. 15 élèves et 2 accompagnateurs de l'école primaire 'T Stekske de Lommel, de retour de classe de neige, sont décédés à la suite de l'accident de leur autocar scolaire qui s'est produit le 13 mars 2012 à 21 h 15 dans le tunnel de Sierre, sur l'autoroute suisse A9 près de Sierre.

## Patrimoine
- Église Saint-Pierre-aux-Liens (en néerlandais : Sint-Pietersbandenkerk, en latin : Ecclesia Sancti Petri ad vincula) composée d'une tour du Moyen Âge (vers 1500) et d'une nef néo-gothique du XXe siècle[14].

## Économie, environnement
La commune a autrefois abrité la Société métallurgique de Lommel, construite en 1904 sur une zone de 300 ha de landes, à l'extrême ouest du territoire communal. Cette société a ensuite été rachetée par UMICORE puis, après un lent déclin fermée en 1974, en laissant d'importantes séquelles de pollutions,, (traitées par le groupe SIBELCO en échange d'un droit à exploiter le sable blanc sous-jacent). La société métallurgique a durant près de 70 ans produit du zinc et quelques autres métaux, principalement vendus en Allemagne pour les besoins du Bassin de la Ruhr.
Le parc de vacances De Vossemeren de la firme Center Parcs se situe sur le territoire de la commune, Elzen 145.

## Transport
La commune de Lommel est desservie par une gare sur la ligne 19 de Mol à Budel (Pays-Bas) où circulent des trains reliant Anvers à Hamont. Faisant partie de la ligne internationale du Rhin d'acier (Anvers - Mönchengladbach) construite dans les années 1870 par le Grand Central Belge, cette ligne comportait aussi deux gares fermées sur la commune de Lommel, Balen-Werkplaatsen et Lommel-Werkplaatsen.

## Sport
Handball
- Sporting Neerpelt-Lommel évolue en première division nationale (le Sporting Neerpelt-Lommel est la fusion du Ticket 4U Lommel et du Sporting Neerpelt, 10 fois champion de Belgique et 9 fois vainqueur de la coupe de Belgique).
- Handbal Vereniging Lommel, club de formation

Football
- Lommel SK évolue en Challenger Pro League

Futsal
- Kontrol Lommel

La commune dispose d'un terrain de moto-cross, qui a notamment accueilli le MX des Nations 2012 et des épreuves du championnats du monde de side-car cross de 2025

## Évolution démographique
En tenant compte des anciennes communes entraînées dans la fusion de communes de 1977, on peut dresser l'évolution suivante :
- Source : DGS - Remarque : 1816 jusqu'à 1981 = recensement ; depuis 1990 = nombre d'habitants chaque 1er janvier[19].

## Personnalités
- Wouter Beke, né le 9 août 1974 à Lommel, homme politique belge flamand, membre de CD&V, dont il devient en 2010 le président.
- Kristof Van Hout, né le 9 février 1987 à Lommel, joueur du Standard de Liège.
- Johan Vansummeren, né le 4 février 1981 à Lommel, cycliste, vainqueur de la course Paris-Roubaix 2011.
- Marcel Vanthilt, né à Lommel le 24 août 1957, musicien belge, chanteur, présentateur de télévision.
- Peter Vanvelthoven, né le 22 octobre 1962 à Lommel, homme politique belge, membre du parti sp.a et fils de l'homme politique Louis Vanvelthoven.

## Festival frauduleux
En 2019, Ravuth Ty, un organisateur néerlandais met en place une publicité autour du festival VestiVille, devant se dérouler au Krystal Park de la ville mais le jour venu, les festivaliers arrivent et apprennent que le festival est annulé. L'organisateur, sa sœur et un de leurs acolytes sont arrêtés immédiatement puis finalement, seront remis en liberté quelques jours plus tard.

## Honneur
L'astéroïde (30018) Loemele porte le nom de la ville tel qu'il est apparu pour la première dans un document écrit, en 990.